# Історія залізничного транспорту в Україні

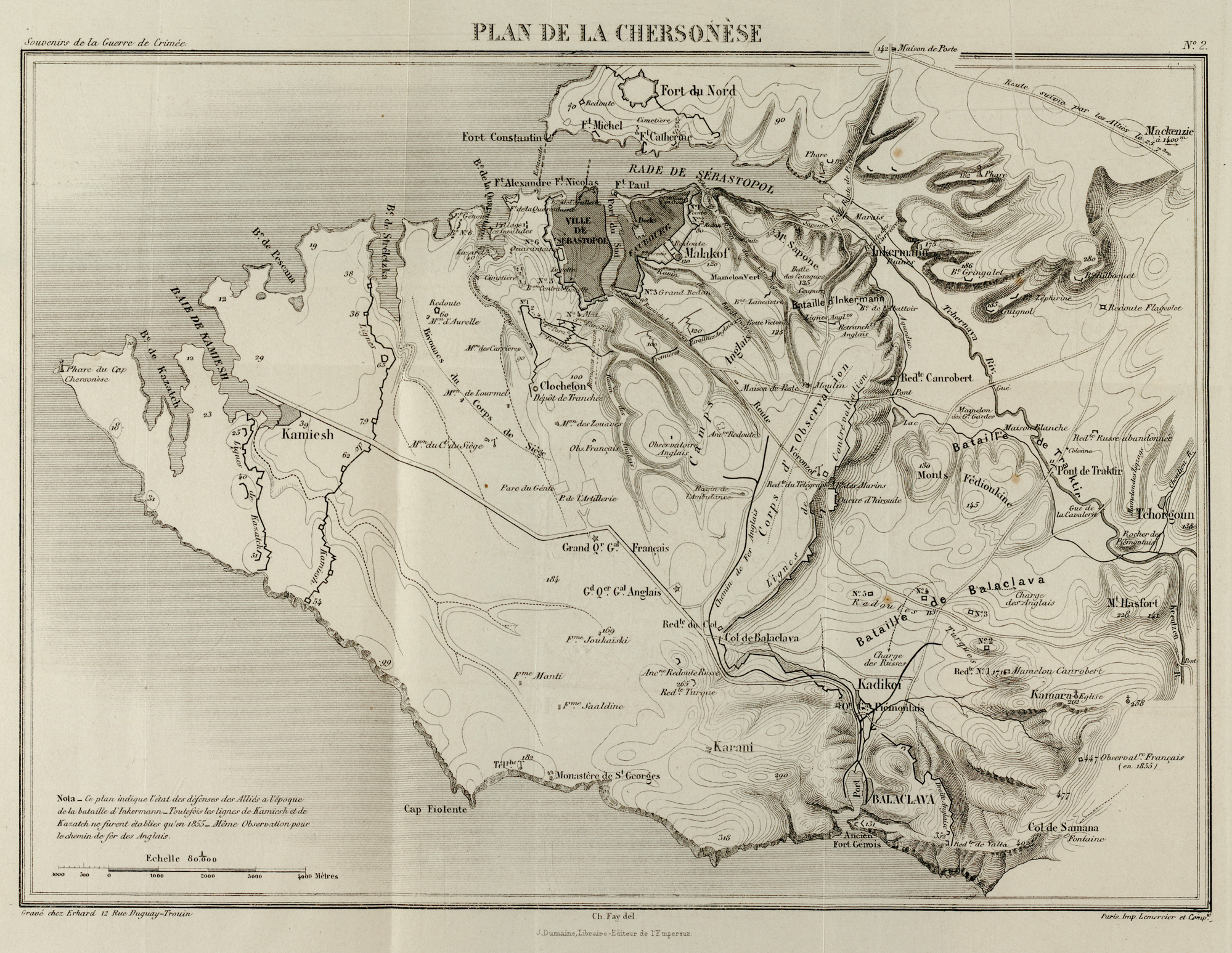
Мапа Балаклавської залізниці

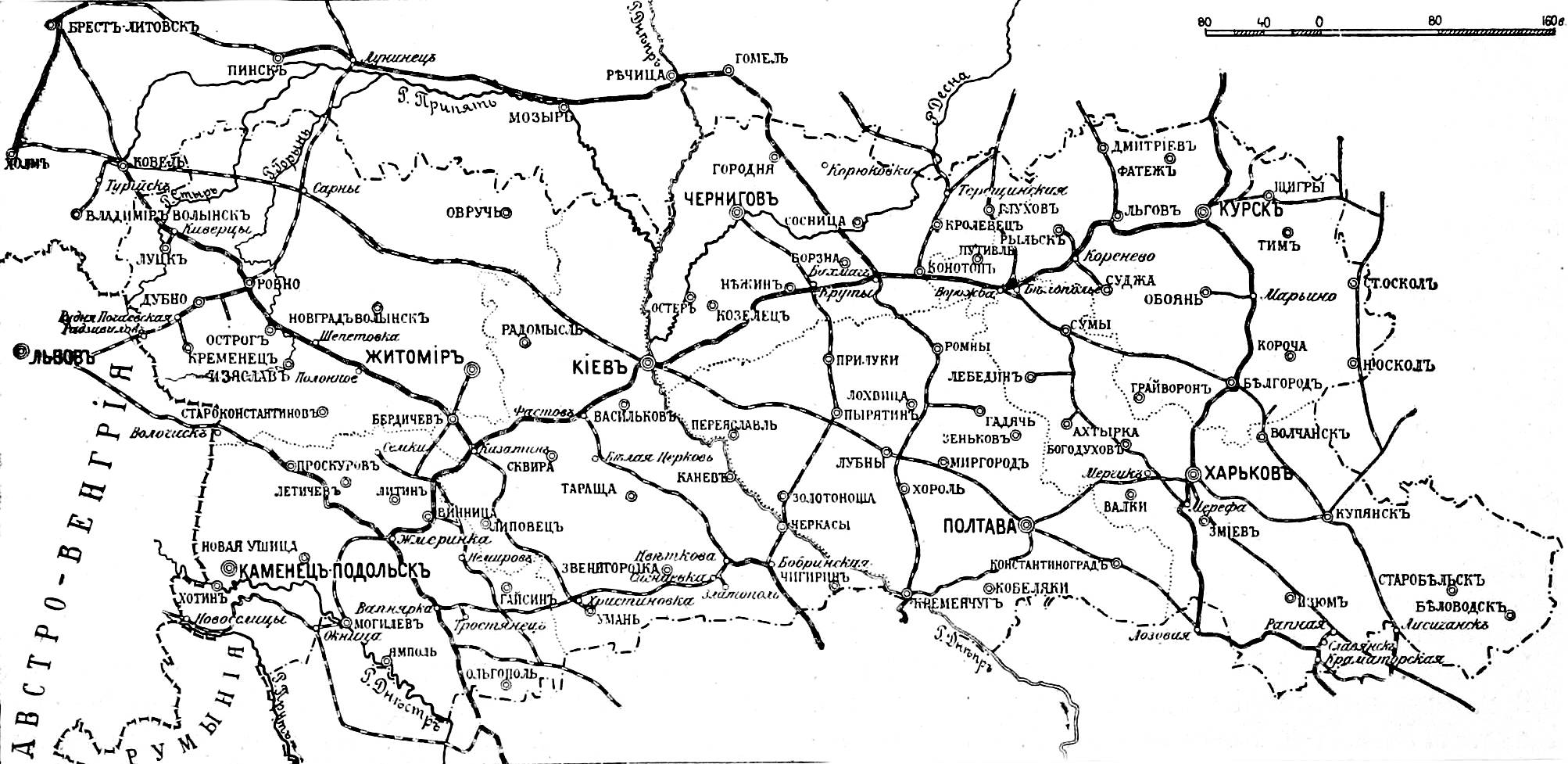
Залізничні шляхи північної частини України на мапі Київського військового округу (1913 рік)

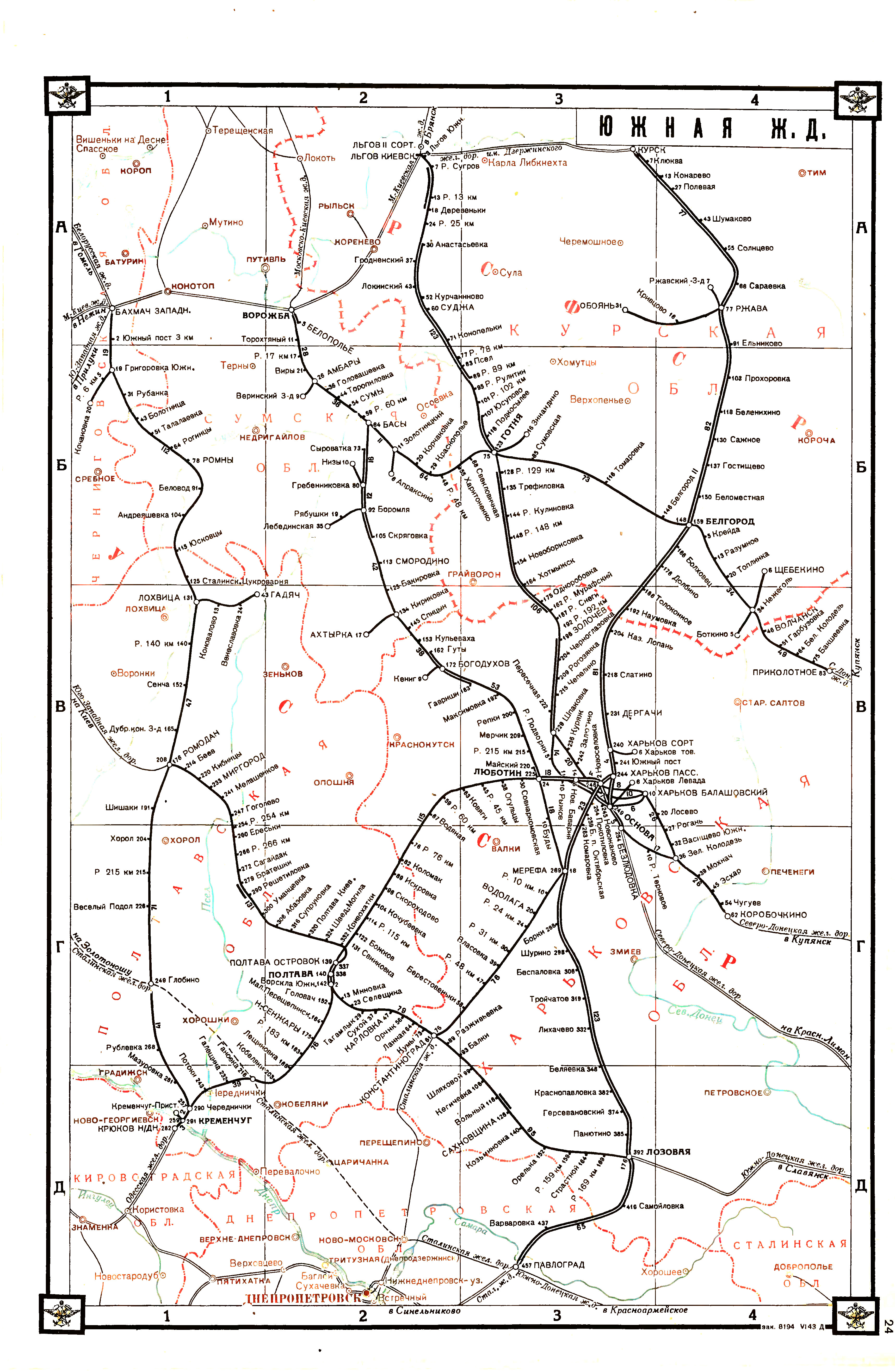
Мапа Південної залізниці. 1943

Залізни́чний тра́нспорт — вид рейкового транспорту. Його початок поклали колійні дороги, по яких вози переміщалися за допомогою людей або тварин. Колія в цих дорогах поступово вдосконалювалася — від жолобів у камені, до лежнів з колод, потім брусів, покритих металевими смугами і, нарешті, до металевих рейок.

## Перші залізничні колії
На території України перші залізничні колії були прокладені в середині та другій половині ХІХ століття, на кінець ХІХ століття припадає найбільш активний період будівництва залізниць:
- 1840 — утворений план в Австрійській імперії «Галицька залізниця імені Карла Людвіга» з основною лінією «Бохня — Дембиця — Ряшів — Переворськ — Перемишль — Львів»[1]
- 1843 — Інкерманська залізниця в Російській імперії;
- 1855 — Балаклавська залізниця;
- 1861 — Львів — Перемишль;
- 1865 — Одеса — Балта;
- 1866 — Львів — Чернівці — Ясси;
- 1867—69 — Балта — Ольвіопіль — Єлисаветград — Крюків;
- 1868 — Курськ — Бровари;
- 1868—70 — Курськ — Ворожба — Київ — Жмеринка — Бірзула, (з відгалуженням від Козятина до Бердичева);
- 1869 — Курськ — Харків — Ростов;
- 1869—71 — Львів — Красне — Тернопіль — Підволочиськ (з відгалуженням від Красного до Бродів);
- 1870—71 — Кременчук — Полтава — Харків;
- 1871 — Жмеринка — Волочиськ;
- 1872 — Ужгород — Чоп — Батьово — Сігет (з відгалуженнями до Мукачева та Сату-Маре);
- 1872 — Стрий — Хирів — Перемишль (з відгалуженням до Сянока);
- 1873 — Львів — Стрий;
- 1873 — Бердичів — Здолбунів (з відгалуженням до Радзивилова) — Рівне — Брест;
- 1873 — Знам'янка — Миколаїв;
- 1873 — Лозова — Олександрівськ та Синельникове — Катеринослав;
- 1874 — Гомель — Бахмач — Ромни;
- 1874 — Олександрівськ — Сімферополь;
- 1875 — Сімферополь — Севастополь;
- 1875 — Стрий — Станиславів (з гілкою від Долини до Вигоди);
- 1876 — Фастів — Бобринська (з відгалуженням до Черкас) — Знам'янка;
- 1877 — Новоолексіївка — Генічеськ;
- 1877 — Ковель — Холм
- 1878 — Мерефа — Ворожба;
- 1878 — Краматорськ — Луганськ;
- 1879 — Хацапетівка — Ясинувата;
- 1879 — Попасна — Лисичанськ;
- 1879 — Рені — Бендери;
- 1882 — Оленівка — Маріуполь;
- 1884 — Долинська — Нижньодніпровськ;
- 1884 — Синельникове — Ясинувата (з гілкою до Юзівки);
- 1884 — Станиславів — Гусятин (через Нижнів — Бучач — Чортків)
- 1885 — Лунинець — Рівне;
- 1885 — Низківка — Корюківка;
- 1885-87 — Стрий — Мукачево;
- 1887 — Львів — Сокаль та Рава-Руська — Сокаль;
- 1887 — Кременчук — Лохвиця;
- 1888 — Лохвиця — Ромни;
- 1889-91 — Вапнярка — Демківка (з гілкою до Тростянця) — Христинівка — Шпола та Козятин — Христинівка — Умань;
- 1889 — Кринична — Ханженкове;
- 1890 — Ківерці — Луцьк;
- 1892 — Джанкой — Феодосія;
- 1892 — Жмеринка — Могилів
- 1892 — Слобідка — Рибниця;
- 1893 — Конотоп — Шостка — Пирогівка;
- 1893 — Крути — Чернігів та Крути — Пирятин (вузькоколійна);
- 1893 — Новоселиця — Сокиряни;
- 1893 — Ясіня — Сігет;
- 1893 — Ужгород — Великий Березний;
- 1891 — Станиславів — Вороненко[2][3];
- 1894 — Слов'янськ — Слов'янськ Мінеральні Води;
- 1895 — відкриття місцевих гілок до Гадяча, Охтирки, Лебедина;
- 1895 — Хутір-Михайлівський — Ворожба;
- 1895—1896 — Куп'янськ — Лисичанськ;
- 1895 — Харків — Тополі;
- 1896 — гілка на Кременець;
- 1896 — Бердичів — Житомир (вузькоколійна);
- 1896 — Тернопіль — Копичинці;
- 1896—1897 — Полтава — Катериноград;
- 1897 — Пирятин — Красне;
- 1897 — Ходорів — Підвисоке;
- 1898 — Біла-Чортківська — Лужани та Вигнанка — Іване-Пусте (з гілкою до Скали-Подільської);
- 1898 — Великі Бірки — Гримайлів;
- 1898—1899 — Бердянськ — Чаплине (з гілкою до Верхнього Токмака);
- 1899 — Рудниця — Підгородна (з відгалуженням від Гайворона до Зятківців);

## Залізничне будівництво в Україні XIX— початку XX ст
У другій половині 19 століття почалося інтенсивне будівництво залізниць у Донбасі, Придніпров'ї, Кривбасі, що сприяло розвиткові промисловості в цих районах.
До 1900 залізниці на території Україні в основному зв'язали промислові та управлінські центри з землеробськими районами, а також з головними морськими і річковими портами. Проте протяжність (на 1913 в Україні довжина залізниць становила 15 600 км) була недостатньою, а парк рухомого складу складався з малопотужних паровозів і двовісних вагонів вантажопідйомністю 15,2 т.
У післяреволюційний період залізничний транспорт України розвивався як складова частина транспорту Союзу. У 1935 році розпочато роботи з електрифікації залізниць України. Першою електрифіковано ділянку Довгинцеве — Запоріжжя. Жваво велося будівництв нових залізниць. За роки довоєнних п'ятирічок побудовано понад 5 тис. км нових залізничних шляхів. Проведена реконструкція рухомого складу: на транспорті з'явилися нові потужні паровози, великовантажні вагони, широко впроваджувалася автозчеплення, автоблокування, удосконалювалася ремонтна база. У підсумку, вантажообіг залізниць виріс 1940 року порівняно з 1913 в 3,3 рази.
Величезний збиток залізничному транспорту був нанесений в часи Другої Світової війни, коли було зруйновано тисячі кілометрів залізничних шляхів, мостів, станцій, депо тощо.
У післявоєнні роки залізничний транспорт інтенсивно відновлювався і вже до 1950 року його вантажообіг досяг рівня 1940 року. Були реконструйовані ряд станцій, мостів, вокзалів та ін. У широких масштабах здійснювалася електрифікація залізниць, впроваджені на всіх вантажонапружених лініях електровозна і тепловозна тяги. З 1951 року Луганський паровозобудівний завод був перепрофільований на випуск тепловозів і став найбільшим тепловозобудівним заводом у Європі. Входять в обіг великовантажні 4-, 6- та 8-вісні вантажні вагони вантажопідйомністю 60—125 т. Збільшувався парк спеціалізованих вагонів (цементовози, рефрижератори, думпкари та ін.). На індустріальні методи ремонту були переведені локомотивні та вагонні депо. Великі роботи проведені щодо посилення залізничної колії: понад 90 % залізничних шляхів укладені рейками важкого типу на баласт зі щебеню, удосконалюються конструкції підрейкових підстав. Широко впроваджується диспетчерська централізація, автоматична локомотивна сигналізація з автостопами, радіозв'язок, телемеханіка, обчислювальна техніка для планування та управління роботою транспорту.
Широке поширення отримали маршрутні перевезення, поліпшилася робота сортувальних, вантажних дільничних станцій, удосконалюється механізація вантажних операцій, запроваджені єдині технологічні процеси роботи під'їзних колій та станцій примикання.
Бурхливе зростання залізничного транспорту визначено такими його перевагами:
- Можливістю створення прямих транспортних зв'язків між великими підприємствами, розташованими в будь-якому районі (нині понад 80 % вантажів вантажаться і вивантажуються на коліях промислових підприємств)
- Велика пропускна і провізна спроможність (електрифікована одноколійна магістраль здатна пропустити в одному напрямку 20—30 млн т вантажу на рік, а двоколійна з автоблокуванням — більш як 100 млн т на рік);
- Великою вантажопідйомністю транспортних засобів досить високою швидкістю їх пересування і можливістю перевозити будь-які вантажі;
- Можливістю спорудження залізниць у будь-якому напрямку і в будь-якому районі країни, забезпечення стійких зв'язків між районами;
- Незалежність від пори року, доби і умов погоди, висока регулярність.

В Україні історично склалася широтно-меридіальна мережа магістральних доріг, які поділяються на шість доріг: Південно-Західна (з управлінням у Києві), Львівська, Південна (управління у Харкові), Донецька (від 2014 управління у Лимані), Придніпровська (управління у Дніпрі) й Одеська.
Перший рух поїздів у межах тогочасної Південно-Західної залізниці відкрито 1870; сполучала Донбас, Криворіжжя й Придніпров'я з центральною й західною частинами УРСР, з'єднувала, зокрема, Київ з Москвою; мала 5 відділків, загальна довжина 4637 км,
Південна (в тогочасних межах організована 1901); зв'язувала в єдиний народногосподарський вузол Донбас і Придніпров'я з промисловими районами центру та європейської півночі СРСР з Кавказом; 5 відділків, загальна довжина 3493 км,
Львівська (організована 1939; 1953 об'єднана з Ковельською залізницею та Чернівецьким відділком Кишинівської залізниці); здійснювала транзитні зв'язки з багатьма європейськими державами; 5 відділків,
Донецька (створена 1953 шляхом об'єднання Північно-Донецької та Південно-Донецької залізниць); сполучала райони Кавказу та Нижнього Поволжя з р-нами Півдня, Південного Заходу, Заходу та центру СРСР; 7 відділків, загальна довжина 2860 км,
Одеська (перша в Україні залізниця); виконувала експортно-імпортні перевезення — взаємодіяла з Одеським, Іллічівським, Миколаївським, Херсонським, Ізмаїльським портами; заг. довжина 4090 км,
Придніпровська зв'язувала Донбас з Криворізьким залізорудним басейном, курорти Криму з усією мережею залізниць СРСР; 4 відділки. У 1950–1960-х як Південна, так і Південно-Західна залізниці були повністю електрифіковані, почалося їх забезпечення тепло- й електровозами, а від 1971 — системами автоблокування й напівавтоблокування.